# OPEX (boekhouding)
Operationele uitgaven, oftewel Operating Expenditures (OPEX), zijn de terugkerende kosten voor een product, systeem of onderneming. Zijn tegenhanger, de Capital Expenditures (CAPEX), staat voor de kosten voor ontwikkeling of levering van niet-verbruikbare onderdelen van een product of systeem. Als voorbeeld is de aanschaf van een kopieerapparaat de CAPEX, terwijl de kosten voor de jaarlijks benodigde toner, papier en elektriciteitskosten de OPEX vormen. Voor ondernemingen kan de OPEX ook bestaan uit werknemerskosten en faciliteitskosten zoals huur.